# Сарейка
Сарейка — деревня в Вологодском районе Вологодской области.
Входит в состав Старосельского сельского поселения, с точки зрения административно-территориального деления — в Старосельский сельсовет.
Расстояние по автодороге до районного центра Вологды — 53 км, до центра муниципального образования Стризнево — 12 км. Ближайшие населённые пункты — Князево, Абрамово, Кучино, Силино.
По данным переписи в 2002 году постоянного населения не было.